# Rhomphaea altissima
Rhomphaea altissima är en spindelart som beskrevs av Cândido Firmino de Mello-Leitão 1941. 
Rhomphaea altissima ingår i släktet Rhomphaea och familjen klotspindlar. Inga underarter finns listade i Catalogue of Life.